# زيليكو بيروسيتش
زيليكو بيروسيتش لاعب كرة قدم يوغسلافي، لعب لمنتخب بلاده.

## مسيرته الكروية
لعب زيليكو بيروسيتش خلال مسيرته الاحترافية مع 3 أندية في خمسة عشر موسمًا وسجل خلالها 11 هدفًا ضمن 341 مباراة. حيث فاز في ثلاثة مواسم بالكأس وفي موسم واحد بالدوري.
خاض زيليكو بيروسيتش مسيرته مع نادي دينامو زغرب في موسم 1958–59 ليلعب معه سبعة مواسم، مشاركًا في 125 مباراة سجل خلالها 9 أهداف. ثم انتقل إلى نادي ميونخ 1860 في موسم 1965–66 ليلعب معه خمسة مواسم، حيث شارك في 138 مباراة سجل خلالها هدفًا واحدًا. لينتقل بعدها إلى نادي سانت غالن في موسم 1970–71 واستمر معه طيلة ثلاثة مواسم، مشاركًا في 78 مباراة سجل خلالها هدفًا واحدًا أيضًا.

## روابط خارجية
- زيليكو بيروسيتش على موقع الاتحاد الدولي (مؤرشف)  (الإنجليزية)
- زيليكو بيروسيتش على موقع قاعدة بيانات كرة القدم.إي يو (الإنجليزية)
- زيليكو بيروسيتش على موقع ناشيونال فوتبول تيمز (الإنجليزية)
- زيليكو بيروسيتش على موقع عالم كرة القدم.نت (الإنجليزية)
- زيليكو بيروسيتش على موقع أوليمبيديا (الإنجليزية)